# Mayfield Heights
Mayfield Heights – miasto w Stanach Zjednoczonych, w północnej części stanu Ohio, w pobliżu wybrzeża jeziora Erie.
Liczba mieszkańców w 2000 roku wynosiła 19 386.